# Арсеній (Ізотов)
Єпископ Арсеній (світське ім'я Олексій Феодорович Ізотов (рос. Алексей Феодорович Изотов); 10 (22) січня 1823, Осташков, Тверська губернія — 16 (29) квітня 1909, Жолтиків монастир, Тверський повіт, Тверська губернія) — єпископ Російської православної церкви, єпископ Сухумський.

## Біографія
Предки єпископа Арсенія у XVII—XVIII століттях були священнослужителями села Оковець Ржевського (з 1770-х років — Осташківського) повіту Тверської єпархії. Його батько — Федот Никифорович Ізотов — був священником у погості Голенкові Осташківського повіту та в погості Білому Біжецького повіту.
У 1845 році він закінчив Тверську духовну семінарію, а згодом — Гори-Горецький землеробський інститут.
З 1847 року працював викладачем Тверської духовної семінарії: спочатку викладав природничі науки, а згодом — й інші предмети. Водночас виконував обов'язки помічника інспектора семінарії.
6 грудня 1858 року рукопокладенням надано чин священника та призначено до Тверського Христорождественського монастиря.
У 1874 році переведений на священницьке місце до Тверської Предтеченської церкви.
11 червня 1878 року піднятий у сан протоієрея.

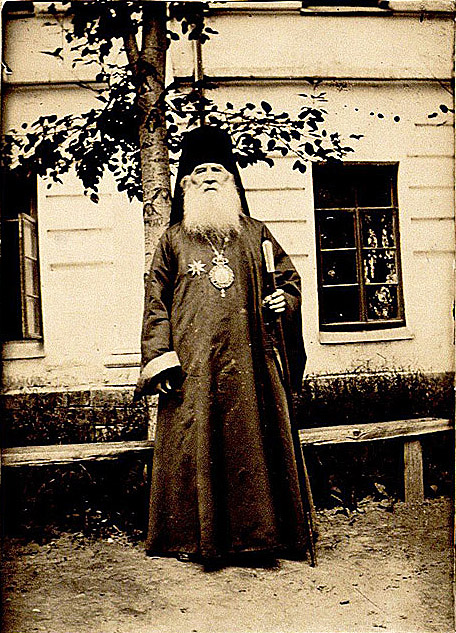
Єпископ Сухумський Арсеній (Ізотов)

19 грудня 1880 року пострижений у чернецтво, а 1881 року призначений настоятелем у сані ігумена в Ніколо-Теребенській пустелі.
25 березня 1884 року піднято до сану архімандрита.
4 грудня 1885 року призначений настоятелем Російської посольської церкви в Константинополі.
З 9 жовтня 1893 року — настоятель московського Симонового монастиря.
У 1894 році керував справами Єрусалимської духовної місії.
8 лютого 1895 року рукопокладенням надано чин єпископа Сухумського. Хіротонію звершили митрополит Санкт-Петербурзький Палладій (Раєв-Писарев), митрополит Московський Сергій (Ляпідевський), архієпископ Новгородський Феогност (Лебедєв), архієпископ Варшавський Флавіан (Городецький), архієпископ Фінляндський Антоній (Вадковський), єпископ Нарвський Нікандр (Молчанов) і єпископ Гдовський Назарій (Кирилов). Водночас керував Драндським Успенським монастирем. На місці це викликало невдоволення. Виникли обурення й виступи проти нього, через що він був змушений залишити кафедру. 26 березня 1905 року, згідно з поданим проханням, був звільнений на спочинок.
Проживав у Жолтиковому монастирі біля Твері. Помер 16 квітня 1909 року. Похований у соборі, де проживав.

## Творчість
- Речь при наречении во епископа. — Приб. к Церковным ведомостям. — 1895. — № 5. — С. 191.
- Святый град Иерусалим и другие святые места Палестины с указанием на важнейшие местности её. — СПб., 1896.
- Слово преосвященнаго Арсенія, епископа Сухумскаго, при открытіи Василиско-Златоустовскаго женскаго монастыря. // Церковныя вѣдомости, издаваемыя при Святѣйшемъ Правительствующемъ Сѵнодѣ. Еженѣдельное изданіе, съ прибавленіями. 1901. Второе полугодіе. — СПб.: Сѵнодальная Типографія., 1901. — С. 1821—1822.